# Willians dos Santos Santana
Willians dos Santos Santana, noto semplicemente come Willians (Aracaju, 22 maggio 1988), è un calciatore brasiliano, attaccante del Porto Vitória.

## Caratteristiche tecniche
Attaccante, può giocare come ala su entrambe le fasce.

## Carriera
Dopo aver giocato nel Vitória e, in prestito, con la maglia del Palmeiras, viene acquistato per 500 000 euro dal Desportivo Brasil nel 2010. Nelle successive stagioni cambia squadra diverse volte scendendo in campo con Fluminense, Sport Recife, América e Bahia. Nel 2015 si trasferisce in Giappone, al Matsumoto Yamaga.

## Palmarès

### Competizioni nazionali
- Campionato brasiliano: 1

Fluminense: 2010

### Competizioni statali
- Campionato Baiano: 1

Bahia: 2015
- Campionato Sergipano: 1

Confiança: 2024